# ماتانزا (سانتاندر)
ماتانزا (انگلیسی: Matanza, Santander) نام یک منطقه مسکونی در کلمبیا است.